# Dsjanis Sidarenka

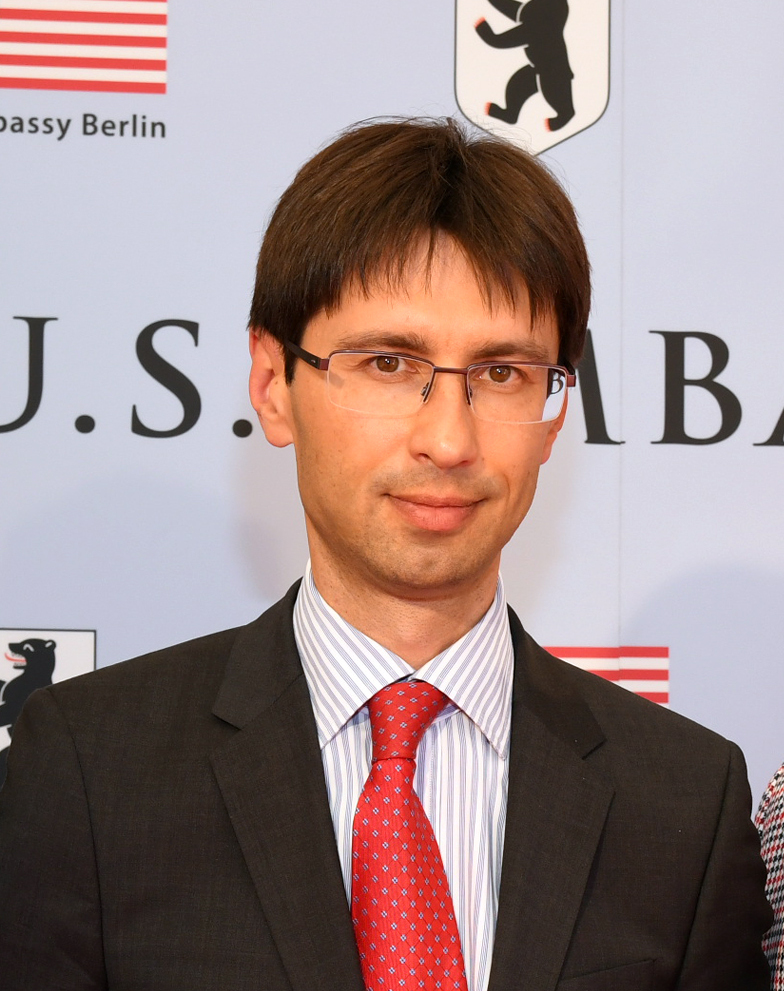
Dsjanis Sidarenka, 2018

Dsjanis Sidarenka (belarussisch Дзяніс Сідарэнка, wiss. Transliteration Dzjanis Sidarėnka; * 10. März 1976 in Minsk; † 24. Juni 2024 ebenda) war ein belarussischer Diplomat.

## Leben
Von 1996 bis 1997 nahm Sidarenka an einem internationalen Programm für Politik- und Sozialwissenschaften des Instituts für politische Studien zu Paris teil und schloss mit einem Diplom ab. Sein Studium an der Fakultät für internationale Beziehungen der Belarussischen Staatlichen Universität in Minsk beendete er 1998 mit Auszeichnung.
Er trat 1998 in den Dienst des belarussischen Außenministeriums ein und arbeitete in der Abteilung für gesamteuropäische Zusammenarbeit im Departement für Europa. 2002 wurde er stellvertretender Leiter der Ständigen Delegation der Republik Belarus bei der OSZE in Wien. Er kehrte 2005 nach Belarus zurück und übernahm die Leitung des Referats für OSZE und Europarat im Außenministerium.
2009 ging er als Gesandter-Botschaftsrat an die Botschaft der Republik Belarus in Österreich. Zugleich wurde er stellvertretender Ständiger Vertreter der Republik Belarus bei internationalen Organisationen in Wien.
Im Jahr 2013 wurde er im Außenministerium Leiter der Abteilung für gesamteuropäische Zusammenarbeit. Am 13. Dezember 2016 übernahm er das Amt des Botschafters der Republik Belarus in Deutschland. Laut Pawel Latuschka vertrat Sidarenka pro-europäische und demokratische Ansichten.
Er wurde per Dekret Lukaschenkas am 11. März 2024 von seinem Posten als Botschafter entbunden.

## Persönliches
Dsjanis Sidarenka war verheiratet und Vater zweier Töchter. Er sprach neben Russisch und Belarussisch auch Deutsch, Englisch und Französisch.

## Tod
Dsjanis Sidarenka starb am 24. Juni 2024 und wurde zwei Tage später beigesetzt. Berichten zufolge beging er Suizid, nachdem er nach seiner Rückkehr nach Belarus Verhören des KGB unterzogen worden war. Nach Angaben des oppositionellen belarussischen Internetportals Serkalo habe Sidarenka durch Lügendetektortests des KGB schweren psychischen Stress durchlebt. Berichten belarussischer Exilmedien zufolge tötete er sich durch Sprung von einem Hochhaus in Minsk.
Das belarussische Außenministerium informierte über den Tod des Diplomaten erst nach seiner Beerdigung, ohne die Todesursache zu nennen. Westliche Medien brachten die Todesumstände mit Fensterstürzen früherer Regierungskritiker Russlands und der Republik Belarus sowie dem ähnlich überraschenden Tod Uladsimir Makejs im Jahr 2022 in Zusammenhang.